# Гин
Гин (фр. Guînes; нидерл. Giezene) — коммуна во Франции, регион О-де-Франс, департамент Па-де-Кале, округ Кале, кантон Кале-2, в 10 км к югу от Кале и в 9 км от автомагистрали А16 «Европейская». Гин располагается на некотором удалении от Ла-Манша, однако с 1669 года соединён Гинским каналом с приморским городом Кале.
Население (2018) — 5 619 человек.

## История
Графство Гин возникло в X веке в результате распада Фландрии на более мелкие феодальные владения. Первоначально графы де Гин считались вассалами графов Фландрии, с 1212 года — графов Артуа и королей Франции.
В Средние века, как и другие поселения на западе Фландрии, Гин имел смешанное франко-фламандское население, но после битвы при Креси (1346) перешёл к англичанам и оставался английским владением вплоть до 1558 года. Несмотря на своё небольшое население, не превышавшее 2 тыс. чел., в этот период своей истории Гин имел очень важное стратегическое значение как дипломатическая резиденция британских монархов при их поездках на континент.

## Достопримечательности
- Колонна Бланшара, возведенная в честь первого в мире перелета через Ла-Манш на воздушном шаре, совершенного французским воздухоплавателем Жаном-Пьером Бланшаром 7 января 1785 года. Бланшар поднялся в небо в Дувре и приземлился через два с половиной часа в Гине.
- Часовая башня[фр.] середины XVIII века.

## Экономика
Структура занятости населения:
- сельское хозяйство — 3,1 %
- промышленность — 3,8 %
- строительство — 8,6 %
- торговля, транспорт и сфера услуг — 30,0 %
- государственные и муниципальные службы — 54,4 %

Уровень безработицы (2017) — 22,4 % (Франция в целом — 13,4 %, департамент Па-де-Кале — 17,2 %). 

Среднегодовой доход на 1 человека, евро (2017) — 17 590 (Франция в целом — 21 110, департамент Па-де-Кале — 18 610).

## Демография
Динамика численности населения, чел.

## Администрация
Пост мэра Гина с 2019 года занимает Эрик Бюи (Éric Buy). На муниципальных выборах 2020 года возглавляемый им левый список победил в 1-м туре, получив 55,64 % голосов.
| Период | Период | Фамилия        | Партия                                | Примечания                                                                        |
| ------ | ------ | -------------- | ------------------------------------- | --------------------------------------------------------------------------------- |
| 1965   | 1983   | Мишель Шевалье |                                       | промышленник                                                                      |
| 1983   | 1995   | Поль Варно     |                                       | учитель                                                                           |
| 1995   | 2007   | Эрве Поэр      | Социалистическая партия               | врач, член Генерального совета департамента                                       |
| 2007   | 2019   | Марк Медин     | Социалистическая партия, Разные левые | ответственный за обслуживание производства, член Генерального совета департамента |
| 2019   |        | Эрик Бюи       | Разные левые                          |                                                                                   |

## Галерея
- Колонна Бланшара
- Часовая башня
- Памятник павшим перед мэрией

1. 1 2  база данных о французских коммунах — Национальный географический институт Франции, 2015.